# Abell 2744
Abell 2744, sobrenomenat com a Cúmul de Pandora, és un cúmul de galàxies gegants resultat de l'apilament simultani d'almenys quatre cúmuls de galàxies menors separats, que va tenir lloc durant un interval de 350 milions d'anys. Les galàxies en el cúmul contribueixen amb menys del 5% de la seva massa. El gas (al voltant del 20%) és tan calent que és detectable únicament en rajos X. La distribució de matèria fosca invisible contribueix amb al voltant del 75% de la massa del cúmul.
Aquest cúmul mostra també un halo de ràdio, juntament amb altres cúmuls d'Abell. Té un prominent halo central, a més d'una cua estesa, que podria ser radiació residual o una extensió de l'halo central
Abell 2744 va ser estudiat pel grup de Julian Merten i col·laboradors de la Universitat de Heidelberg, Alemanya. En el seu estudi van combinar dades del Telescopi espacial Hubble, Subaru i VLT juntament amb 34 imatges produïdes de manera natural per lents gravitacionals d'11 galàxies. Amb això van obtenir mapa detallat del cúmul i van trobar una morfologia semblant a la trobada en el Cúmul Bala (1I 0657-56). El cúmul és el resultat d'una col·lisió de cúmuls, la qual va produir una sèrie de subestructures d'al voltant de 10¹⁴ masses solars.
El cúmul va rebre el nom de «Cúmul de Pandora» pel grup de Merten. D'acord amb un dels membres d'aquest grup, Renato Dupke: «L'anomenàrem “Cúmul de Pandora” perquè igual que la caixa de Pandora molts fenòmens estranys i diferents es van alliberar a partir de la col·lisió».

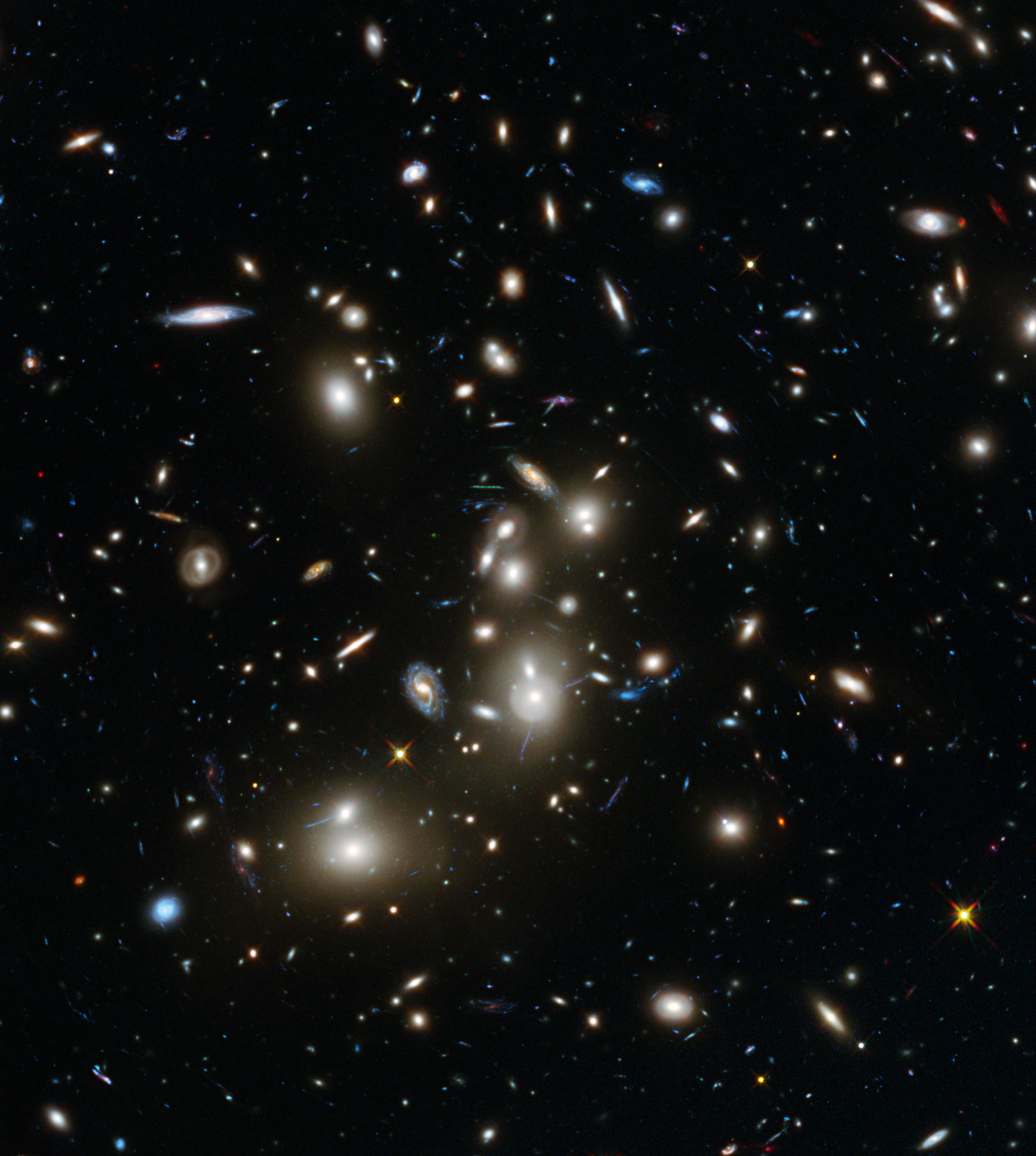
Cúmul de galàxies Abell 2744 - Telescopi Espacial Hubble (7 de gener de 2014).